# Handbal la Jocurile Olimpice de vară din 2012
Competiția de handbal de la Jocurile Olimpice de vară din 2012 s-a desfășurat la Arena Basketball și la Copper Box din Londra, în perioada 28 iulie - 12 august 2012. Sferturile de finală s-au desfășurat la Copper Box, iar semifinalele și finalele la Arena Basketball.

## Probe sportive
Participanții au concurat pentru cele trei medalii olimpice, aur, argint și bronz, din cele două probe sportive de handbal:
- handbal feminin
- handbal masculin

## Țări calificate

### Handbal masculin
- Marea Britanie
- Franța
- Argentina
- Coreea de Sud
- Tunisia
- Danemarca

### Handbal feminin
- Marea Britanie
- Suedia
- Coreea de Sud
- Brazilia
- Norvegia
- Angola
- Muntenegru
- Franța
- Spania
- Croația
- Rusia
- Danemarca

## Medaliați
| Probă    | Aur | Argint | Bronz |
| Masculin | Franța (FRA) · Jérôme Fernandez · Didier Dinart · Xavier Barachet · Guillaume Gille · Bertrand Gille · Daniel Narcisse · Guillaume Joli · Samuel Honrubia · Daouda Karaboué · Nikola Karabatić · Thierry Omeyer · William Accambray · Luc Abalo · Cédric Sorhaindo · Michaël Guigou                                    | Suedia (SWE) · Mattias Andersson · Mattias Gustafsson · Kim Andersson · Jonas Källman · Magnus Jernemyr · Niclas Ekberg · Dalibor Doder · Jonas Larholm · Tobias Karlsson · Johan Jakobsson · Johan Sjöstrand · Fredrik Petersen · Kim Ekdahl du Rietz · Mattias Zachrisson · Andreas Nilsson | Croația (CRO) · Venio Losert · Ivano Balić · Domagoj Duvnjak · Blaženko Lacković · Marko Kopljar · Igor Vori · Jakov Gojun · Zlatko Horvat · Drago Vuković · Damir Bičanić · Denis Buntić · Mirko Alilović · Manuel Štrlek · Ivan Čupić · Ivan Ninčević                                 |
| Feminin  | Norvegia (NOR) · Kari Aalvik Grimsbø · Ida Alstad · Heidi Løke · Tonje Nøstvold · Karoline Dyhre Breivang · Kristine Lunde-Borgersen · Kari Mette Johansen · Marit Malm Frafjord · Linn Jørum Sulland · Katrine Lunde Haraldsen · Linn-Kristin Riegelhuth Koren · Gøril Snorroeggen · Amanda Kurtović · Camilla Herrem | Muntenegru (MNE) · Marina Vukčević · Radmila Miljanić · Jovanka Radičević · Ana Đokić · Marija Jovanović · Ana Radović · Anđela Bulatović · Sonja Barjaktarović · Maja Savić · Bojana Popović · Suzana Lazović · Katarina Bulatović · Majda Mehmedović · Milena Knežević                      | Spania (ESP) · Andrea Barnó · Carmen Martín* · Nely Carla Alberto · Beatriz Fernández · Verónica Cuadrado · Marta Mangué · Macarena Aguilar · Silvia Navarro · Jessica Alonso · Elisabeth Pinedo · Begoña Fernández · Vanessa Amorós · Patricia Elorza · Mihaela Ciobanu · Marta López* |

## Clasament pe medalii
| Loc   | Țară       | Aur | Argint | Bronz | Total |
| ----- | ---------- | --- | ------ | ----- | ----- |
| 1     | Franța     | 1   | 0      | 0     | 1     |
| 1     | Norvegia   | 1   | 0      | 0     | 1     |
| 3     | Muntenegru | 0   | 1      | 0     | 1     |
| 3     | Suedia     | 0   | 1      | 0     | 1     |
| 5     | Croația    | 0   | 0      | 1     | 1     |
| 5     | Spania     | 0   | 0      | 1     | 1     |
| Total | Total      | 2   | 2      | 2     | 6     |